# عباس حاجی آخوندی
عباس حاجی آخوندی متولد ۱۳۳۹ دماوند، فارغ‌التحصیل دانشکده داروسازی دانشگاه تهران در سال ۱۳۶۶ بود که دوره تخصصی فارماکوگنوزی را در دانشگاه پاریس اورسی از سال ۱۳۶۹ تا ۱۳۷۳ طی نمود.
```
عباس حاجی آخوندی اکنون استاد تمام دانشکده داروسازی دانشگاه علوم پزشکی تهران، با حکم  بهرام عین اللهی عضو هیئت منتخب وزیر در آموزش داروسازی و تخصصی و عضو هیئت تخصصی بورد داروسازی / فارماکوگنوزی کشوراست. ایشان همچنین 
عضو هیئت ممیزه مرکزی ارتقای استادان دانشگاه‌های علوم پزشکی
 در وزارت بهداشت، درمان و 
آموزش پزشکی
 است. 
عباس حاجی آخوندی
 همچنین 
عضو شورای عالی برنامه ریزی وزارت علوم و تحقیقات و فناوری
 با حکم  زلفی گل 
وزیر علوم
 و تحقیقات و فناوری از سال 1400 تا کنون است.  عباس حاجی آخوندی رییس مرکز تحقیقاتی دارای ردیف مستقل بودجه داروهای گیاهی دانشگاه علوم پزشکی از ابتدای تاسیس تا کنون بوده است. حاجی آخوندی عضو و 
رئیس هیئت مدیره
 شرکت داروسازی نیل فارمد است. از سال 1400 تا کنون با حکم 
 صادق واعظ زاده
 رییس مرکز الگوی ایرانی اسلامی پیشرفت  عضو 
اندیشکده
 فناوری و نوآوری مرکز است.
```

## فعالیت‌ها
عباس حاجی آخوندی رئیس سازمان غذا و دارو در ماه‌های آخر فعالیت دولت محمود احمدی‌نژاد بوده‌است. وی از سوی طریقت منفرد در فروردین ۱۳۹۲ و پس از برکناری احمد شیبانی به سمت سرپرست وزارت بهداشت منصوب شد و تا شهریور ۱۳۹۲ در این سمت فعالیت کرد. وی قبل از این عنوان مشاور وزیر بهداشت در امور داروهای گیاهی و طب سنتی در دوره وزارت کامران باقری لنکرانی و مرضیه وحید دستجردی بوده‌است. حاجی آخوندی مشاور آموزش و تحقیقات در دوره وزارت سید حسن هاشمی را عهده‌دار بود. وی همچنین مدتی قائم مقام معاون غذا و دارو و سپس مدیرکل حوزه غذا و فرآورده‌های بهداشتی و آرایشی در وزارت بهداشت بوده‌است. عباس حاجی آخوندی اولین دبیر ستاد کشوری توسعه گیاهان دارویی و طب سنتی در معاونت علمی و فناوری ریاست جمهوری را در دوره صادق واعظ زاده را از سال ۱۳۸۷ تا ۱۳۹۱ عهده‌دار بود. حاجی آخوندی همچنین از مؤسسان شرکت های داروسازی الشن دارو، رامونا دارو و کارخانه داروسازی نیل فارمد  است که در سال 1398 تأسیس شد و به تولید، پخش، و توزیع مکمل‌ها و داروهای شیمیایی، گیاهی و سنتی می‌پردازد. او همچنین عضو هیئت امنای انستیتو پاستور از سال ۱۳۸۴ تا سال ۱۳۹۴بوده‌است. عباس حاجی آخوندی اکنون استاد تمام دانشگاه علوم پزشکی تهران، مدیر دپارتمان فارماکوگنوزی و رئیس مرکز تحقیقات گیاهان دارویی است. عباس حاجی آخوندی از سال ۱۳۹۲ تا ۱۳۹۸ عنوان معاون پایش، ارزیابی و نظارت دبیر شورای عالی انقلاب فرهنگی و ستاد نقشه جامع علمی کشور در دوره محمد رضا مخبر دزفولی و سید رضا عاملی فعالیت می‌کرد. از اسفند ۱۳۹۸ تا کنون عنوان مشاور رِیس ستاد علم و فناوری در حوزه سلامت در دوره سید رضا عاملی است. همچنین حاجی آخوندی دبیر کمیسیون تعاملات علمی و فرهنگی شورای عالی انقلاب فرهنگی  در دوره (سید رضا عاملی) تا پایان سال 1401. 
اولین کتاب جامع راهنمای کاربردی گیاهان دارویی از آثار آخوندی است. همچنین کتاب‌های تخصصی داروسازی مانند درس‌نامه جامع فارماکوگنوزی، فیتوتراپی منطقی، سری کتاب‌های ساماندهی بیماری‌ها با داروی گیاهی و طبیعی که تا کنون در هفت موضوع کودکان، بیماری‌های اندام فوقانی دستگاه تنفسی، گوارش، چشم، کلیه، مجاری ادراری و بیماریهای زنان و زایمان و اختلات پوست (آکنه) از انتشارات دیگر  حاجی آخوندی است.
در موضوعات راهبردی و استراتژیک کتاب اول روند تحولات علم و فناوری در جمهوری اسلامی ایران (year book of Iranian science and technology) تحت نظر و راهنمایی ایشان در معاونت پایش، ارزیابی و نظارت تهیه و تنظیم شده‌است. کتاب دوم گزارش شاخص‌های علم و فناوری نیز توسط حاجی آخوندی در اسفند ماه ۱۳۹۵ منتشر شد. این کتاب دربرگیرنده اطلاعات و آمار رسمی و معتبر شاخص‌های علمی، فناوری و نوآوری جمهوری اسلامی ایران از سال ۱۳۸۱ تا پایان ۱۳۹۳ است.
حوزه تخصصی وی بیشتر فعالیت در زمینه داروسازی به ویژه داروهای گیاهی و طبیعی است.